# Davi (football, avril 1984)
Pour les articles homonymes, voir Davi.
Davi Rodrigues de Jesus est un footballeur brésilien né le 6 avril 1984.